# Brazda lui Novac

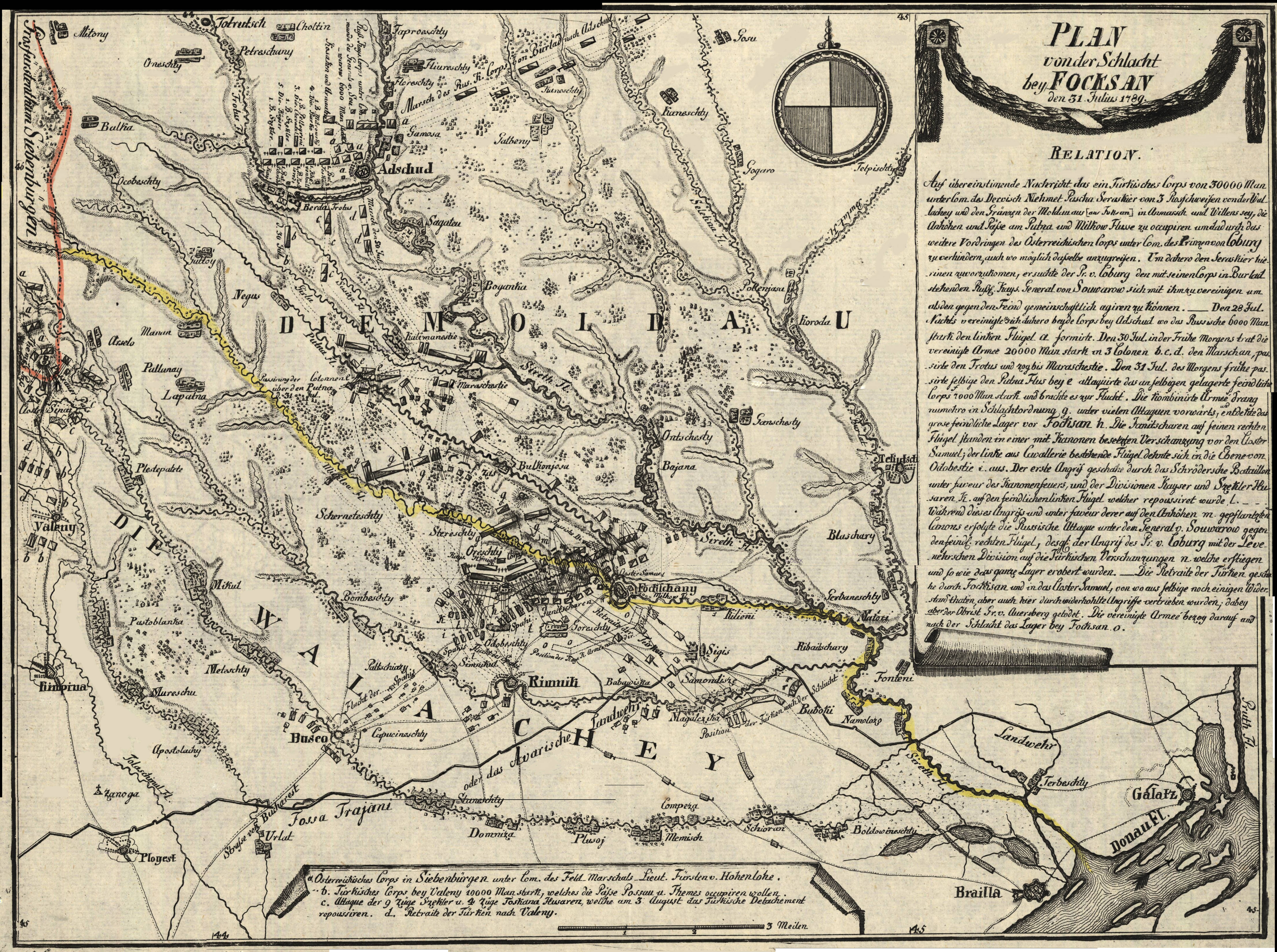
Fosa Traian representat al mapa de 1789

Brazda lui Novac és un limes romà de l'actual Romania, conegut també com a mur de Constantí. Alguns historiadors com Alexandru Madgearu creuen que limita amb Ripa Gothica.
El vallum de Brazda lui Novac parteix de Drobeta, actualment és visible per Ploiești. Hi ha algunes evidències que el límit est del vallum era el riu Siret.
L'alçada del vallum era de 3 metres i la rasa de 2 metres de profunditat. Es creu que el mur es va aixecar durant període del magistrat romà Tiberi Plauci Aelià del segle I dC. Alguns historiadors com Ioan Donat daten la muralla durant el segle I dC, d'altres daten la muralla al 322 durant Constantí I.